# Dead Ringer
Albums de Meat Loaf
Bat Out of Hell
(1977) Midnight at the Lost and Found
(1983)
Dead Ringer est le deuxième album de Meat Loaf paru en 1981 sous Epic Records. Il s'agit également du deuxième album qui a été intégralement écrit et composé par Jim Steinman. L'album contient des illustrations de l'artiste Bernie Wrightson.
Jim Steinman a commencé à travailler sur Bad for Good, album qui était supposé être la suite de Bat Out of Hell paru en 1977. Mais à cette époque, l'accumulation de tournées, la consommation de drogues et la fatigue ont causé la perte de la voix de Meat Loaf. Sans chanteur et pressé par la maison de disques, Steinman décida lui-même d'interpréter et d'enregistrer pour Bad for Good, et d'écrire un nouvel album pour Meat Loaf, qui deviendra Dead Ringer.
Dans les charts, Dead Ringer s'est classé no 1 au Royaume-Uni et en Suède. L'album s'est également classé à la 2e position en Nouvelle-Zélande, 8e en Allemagne et à la 10e position aux Pays-Bas et en Norvège. Quant aux États-Unis, l'album se positionne à la 45e place du Billboard 200,.

## Liste des titres
| No | Titre                                      | Durée |
| -- | ------------------------------------------ | ----- |
| 1. | Peel Out (voix féminine : Leslie Aday)     | 6:30  |
| 2. | I'm Gonna Love Her for Both of Us          | 7:09  |
| 3. | More than You Deserve                      | 7:02  |
| 4. | I'll Kill You if You Don't Come Back       | 6:24  |
| 5. | Read 'Em and Weep                          | 5:25  |
| 6. | Nocturnal Pleasure (Monologue by Steinman) | 0:38  |
| 7. | Dead Ringer for Love (duo avec Cher)       | 4:21  |
| 8. | Everything Is Permitted                    | 4:41  |

## Classements
| Pays                                      | Meilleure position | Nombre de semaines | Réf    |
| ----------------------------------------- | ------------------ | ------------------ | ------ |
| Allemagne (GfK Entertainment)             | 31                 | 8                  | [ 7 ]  |
| États-Unis (Billboard 200)                | 45                 | 11                 | [ 10 ] |
| Norvège (VG-lista)                        | 10                 | 11                 | [ 9 ]  |
| Nouvelle-Zélande (Recorded Music NZ)      | 2                  | 12                 | [ 6 ]  |
| Pays-Bas (MegaCharts)                     | 10                 | 8                  | [ 8 ]  |
| Royaume-Uni (The Official Charts Company) | 1                  | 46                 | [ 4 ]  |
| Suède (Sverigetopplistan)                 | 1                  | 16                 | [ 5 ]  |

## Musiciens
- Meat Loaf – chants
- Davey Johnstone – guitares
- Max Weinberg – batterie
- Liberty DeVitto – batterie sur Nocturnal Pleasure & Dead Ringer for Love
- Mick Ronson – guitare sur More than You Deserve
- Roy Bittan – piano, claviers sur Peel Out, I'm Gonna Love Her for Both of Us & Everything Is Permitted
- Nicky Hopkins – piano sur More than You Deserve
- Steve Buslowe – basse
- Joe DeAngelis – guitare acoustique sur Peel Out
- Larry Fast – synthétiseurs sur Peel Out & Nocturnal Pleasure
- Tom Malone, Lou Marini, Larry Fast, Lou Del Gatto – cor d'harmonie sur Dead Ringer for Love
- Cher – chants sur Dead Ringer for Love